# Pemulutan Ulu
Pemulutan Ulu is een bestuurslaag in het regentschap Ogan Ilir van de provincie Zuid-Sumatra, Indonesië. Pemulutan Ulu telt 2132 inwoners (volkstelling 2010).